# 聖闘士星矢EPISODE.G
『聖闘士星矢EPISODE.G』（セイントセイヤ エピソードジー）は、原案：車田正美、漫画：岡田芽武による日本の漫画。秋田書店の雑誌『チャンピオンRED』で連載されたが、2009年8月号から2011年3月号まで、2011年11月号から2013年4月号までの、2度にわたって長期休載している。
車田正美の漫画『聖闘士星矢』を原作とした外伝作品で、前日談に当たる物語。『聖闘士星矢』で登場した黄金聖闘士（ゴールドセイント）たちの若き日の活躍が描かれている。主人公は獅子座（レオ）のアイオリア。作中の敵は神そのものであるティターン神族。アイオリアを始めとする黄金聖闘士たちはティターン族に立ち向かい、傷つきながらも勝利していく。原作『聖闘士星矢』に繋がる台詞や、その主人公星矢、また他の登場人物達も所々に描かれている。
『チャンピオンRED いちご』2014年Vol.43（2014年4月5日）より、スピンオフ作品『聖闘士星矢EPISODE.G アサシン』が連載開始。

## あらすじ
教皇に扮した双子座のサガがアテナ殺害を目論み、それを阻止せんとした射手座のアイオロスが聖域を追われてから約6年後。冥府に封印されていたティターン神族が復活し、地上を支配するため、かつて世界の全てを支配していた大神クロノスの復活を目論んで聖域へと侵攻する。この未曾有の危機に際し、獅子座のアイオリアら黄金聖闘士が立ち向かう。黄金の少年たちと最大最強の神、空前の闘いの幕が切って落とされた。アイオリアが13歳のころの物語である。

## 登場人物
声優は『チャンピオンRED』2007年4月号特別付録スーパーサウンドドラマCD、および単行本第11巻の初回限定特装版特典ドラマCDによるもの。

### 黄金聖闘士
各人の基本設定は黄金聖闘士を参照。
獅子座（レオ）のアイオリア
声 - 下野紘
技：雷光電撃（ライトニングボルト）、雷光放電（ライトニングプラズマ）、雷光電牙（ライトニングファング）、光子破裂（フォトンバースト・「光子発動（フォトンインヴォーグ）→宇宙開放（コスモスオープン）→光子疾走（フォトンドライブ）の状態を経て放つ技」）
本作の主人公。13歳。6年前に発生した兄である射手座の黄金聖闘士・アイオロスの反逆事件を境に逆賊の血を引く者として、その存在は心無い者や熱心な女神崇拝者達から忌むべきものとされた。逆賊と貶められた後も偉大な闘士であった兄の教えを信じ、献身的な従者のガランやリトスに支えられながら、幾多の戦いの中で誇り高き女神の聖闘士として成長していく。神を滅ぼす雷（ケラウノス）の力を有する。また母国のギリシア語以外にも、英語と日本語、片言ながら北京語を話すことができる。無用なトラブルを避けるために髪を赤く染めている。
牡羊座（アリエス）のムウ
技：結晶障壁（クリスタルウォール）、星明識廷（スターライトエクスティンクション）、銀河革命（スターダストレボリューション）
聖域から遥か遠く離れた秘境・ジャミールで聖衣の修復を手がけている異能者。訳あって過去何度かの聖域からの招集を聖衣の修繕を理由に全て辞退している。アイオリアから、ヒュペリオンとの緒戦で傷付いた獅子座の聖衣の修復を依頼されるが一旦は断わる。しかし、来襲したイアペトスとの戦闘後、傷付いた自分を労わるアイオリアの慈しみの心を知り聖衣の修復を快諾、獅子座の聖衣を蘇らせた。敵に決して弱みを見せない強い精神力の持ち主でもある。
牡牛座（タウラス）のアルデバラン
技：威風激穿（グレートホーン）
神話の怪物ヒュドラの不死身の首を砕くほどの剛力と的確に打ち抜く精密な拳を誇る聖闘士。心に思ったことを素直に言動に表す性格で、周囲の悪評に惑わされずアイオリアを友と認める。また、仲間と正義を想う揺ぎ無い想いにより、アイオリアとシュラの心に変化を齎した。仲間（黄金聖闘士）達に対しての人柄の良さを感じられる。
蟹座（キャンサー）のデスマスク
技：積尸気冥界波（せきしきめいかいは）
たとえ邪悪な力でも力ある者が支配する世界が正しいと信じ、そのために教皇の正体が成り代わったサガだと知ってもその力を認め敢えて忠誠を誓う。アイオリアのことを薄汚い血族と罵り、従者のリトスを足蹴にするなど非情で傲慢な性格の持ち主。
乙女座（バルゴ）のシャカ
技：オーム、カーン、天魔降伏（てんまこうふく）、天舞宝輪（てんぶほうりん）
最も神に近いと言われる男。その聡明さゆえ、教皇の相談役のような役目も果たしていた。アイオリアの動向に興味を持ち、彼の従者のガランが敵の呪いを受けてアイオリアに襲い掛かった際にも突然現れ、彼を試すような言動をする。後に邪悪を封じるため涅槃堂に籠った無防備な自分を、兄の仇としていつ見捨ててもおかしくないアイオリアが命がけで守り抜いたことにより友として彼を守り抜くことを誓う。その誓いどおり最終決戦の地で二神相手に苦戦を強いられるアイオリアに助力し彼を勝利に導く。その際、ティターンに「別次元の神力を有している」と言われるほどの力を見せつけている。
蠍座（スコーピオン）のミロ
技：真紅光針（スカーレットニードル）赤色巨星（アンタレス）
アイオリアに対して逆賊の血を引く者として強い警戒心を抱いているが、過去の英雄に対しては敬意を払うなど礼を重んずる戦いをする正統派の黄金聖闘士。アイオリアを「馬鹿猫」呼ばわりし、アイオリアはミロを「サソリ野郎」と呼ぶような剣呑な間柄だが、アイオリアはミロの聖闘士としての器量は認めている。顔を合わせば直ぐ喧嘩になってしまうアイオリアが傷つき弱り切った際は「そんなお前の姿を俺は見たくない」と言う一幕もある。水瓶座のカミュとは親友であり、カミュのために色々動くことが多い。
山羊座（カプリコーン）のシュラ
技：聖剣抜刀＆聖剣乱舞（エクスカリバー）、超絶飛翔（ジャンピングストーン）、二刀聖剣（ダブルエクスカリバー）
全てを斬り裂く手刀の使い手。アイオロスを逆賊として討ちながらもなお、彼を偉大な闘士として敬い、アイオロスに代ってアテナを守ることを誓っている。最後に対峙したときの様子からアイオロスを逆賊とすることに疑問を抱き、教皇にその真意を探るために謁見するが、不意を突かれ幻朧魔皇拳によって半ば洗脳される。その副作用で戦いの最中に悪鬼と化すところを、突如現れたサガの善の心により悪鬼状態を解除され、小宇宙が浄化されたことによりクレイオスを退けることに成功する。
水瓶座（アクエリアス）のカミュ
声 - 緑川光
技：氷輪（カリツオー）、極小氷晶（ダイヤモンドダスト）、氷結唐櫃（フリージングコフィン）、極光処刑（オーロラエクスキューション）
氷の闘技の実力者。いかなる事態でも感情に流されず、闘いの最中でも常に状況に対して冷静に対処することを良しとする。
魚座（ピスケス）のアフロディーテ
技：王魔薔薇（ロイヤルデモンローズ）、黒鋸薔薇（ピラニアンローズ）、紅血薔薇（ブラッディローズ）
十二宮最後の双魚宮の番人として、どんな力にも属さず教皇の間を守ることを使命とする。美しい闘いを信条とし、美を持つ者こそが力と勝利を得られると信じている。彼の語る美しさとは外のことではなく内に秘める美である。美を持たない、または汚す者には冷徹だが、教皇の作戦を妨けたアイオリアを糾弾しつつも回復させ先へ行かせるなど情のある一面も見せている。また心中とはいえアイオリアを認める発言もしている。なお、原作では普通の口調だが、今作では相手を問わず基本的に敬語で話す。
天秤座（ライブラ）の童虎
200年以上前の聖戦を闘い抜いた伝説の聖闘士。使命のために常に五老峰に座し、聖域の招集には応じていない。五老峰より自分の幻影や天秤座の聖衣を飛ばすことによってアイオリアの危機を救う。
双子座（ジェミニ）のサガ
技：異界次元（アナザーディメンション）、幻朧魔皇拳（げんろうまおうけん）、銀河爆砕（ギャラクシアンエクスプロージョン）
善と悪、相反する二面性を持つ黄金聖闘士であり、聖域の頂点に立つ偽の教皇。漆黒の髪、紅い瞳を宿した悪の人格は、自らの存在意義を見出すために地上を支配することを欲し、己が野望のためならば神さえも利用する。概して、悪の人格が精神を支配していることが多いが、時折見せる純白の髪、蒼い瞳を宿す善の人格は、紛れもなくアテナと地上の平和を守る聖闘士である。
大神クロノスから与えられた神殺しの宝剣でアテナ暗殺を目論むが、アイオロスに阻まれ失敗。シュラにアイオロスを討たせた後、全ての事実を秘匿した上で教皇として聖域の聖闘士達の指揮をとる。後に、戦神アテナの対極たる軍神アーレスを肖った神でも覗き見ることの出来ない新たなる法衣を纏い、教皇アーレスとして策略を巡らす。完全な復活をしていなかったとはいえ、大神を追い詰めるほどの実力を発揮する。
射手座（サジタリアス）のアイオロス
技：無限破砕（インフィニティブレイク）
アイオリアの実兄でかつて最強にして最高と謳われた黄金聖闘士。また、アイオリアの師でもあり、彼に多大なる影響を与えている。天然な部分もあり、聖域から預かった資金で買い物をしすぎ、旅費を無くすこともある。また雇い主である長谷川美子に日本語があまり話せない風を装い、失敗しても怒られないようにする一面も見せた。サガの凶刃からアテナを救うため聖域を脱出し、何も知らされていない追手のシュラを傷付けないようにあえて深手を受け女神を安全な場所に託した後に命を落とす。享年14。サガの乱の真実が秘匿されているため、アテナの命を狙った逆賊の汚名を受けている。

### 白銀聖闘士
各人の基本設定は白銀聖闘士を参照。
鷲星座（イーグル）の魔鈴（マリン）
技：鷲星閃光（イーグルトゥフラッシュ）
屈強な力を持つ女聖闘士。聖域をティターン軍から守るために拳を振るう。
蛇遣い座（オピュクス）のシャイナ
技：雷鳴鉤爪（サンダークロウ）
女聖闘士。レツと共にエジプトへ派遣され、現世のエジプトではあり得ない太古の森と絶滅獣、サーベルタイガーが現れていることに危機感を覚える。
三角座（トライアングル）のノエシス
技：三界封印（トリトス・スプラギスマ）
弟子のレツと共に怪物エウリュアレに挑んだ聖闘士。レツを庇い、自らがエウリュアレの石化攻撃を受ける。全ての命を小宇宙に変えてエウリュアレを攻撃したため、石化して砕けたが、弟子を護る強い想いにより半身は砕けずに残った。弟子を守るために死してなお技を放ち続け、最後にはレツと共にエウリュアレを倒す。彼の小宇宙はレツに引き継がれた。
蜥蜴座（リザド）のミスティ
技：空気の防御壁、マーブルトリパー
エジプトで起きている怪現象の調査の依頼を受けた長谷川美子を市中心部へ送るため派遣された聖闘士。その途中、エジプトにてクロノスの金剛石乃砂による、地上の時が戻る影響から現世へ現れた死者の魂の集合体に苦戦中の青銅聖闘士のレツと遭遇、彼を護りつつその集合体を倒した。

### 青銅聖闘士
基本設定は青銅聖闘士を参照。
山猫座（リンクス）のレツ
技：裂爪疾風（れっそうしっぷう）
三角座の白銀聖闘士ノエシスの弟子で、聖闘士の称号を得てからまだ日が浅い。中国出身。ゴルゴン三姉妹の1人エウリュアレにノエシスを倒されるが、後に仇を討つ。その後シャイナと共にエジプトで勅命が下る。

### 古の神々
ポントス
声 - 安元洋貴
技・黒波（メラスキューマ）、黒渦（メラスヘリクス）
海洋神。大地母神ガイアの最初の子の1人。流れを司る者であり、自ら手を下すことはしない。サガが教皇に成りすましていることを知っている。かつて神王クロノスが倒したウラノスとは兄弟だが、真の主・ガイアを完全復活させるためにクロノスを始めとするティターンを復活させ、黄金聖闘士と交戦させ高められた神力の強奪を画策する。「アルス・マグナ」（大いなる秘宝）と呼ばれる鎧を纏っている。
ヘカトンケイル
技・百の激怒（ヘカトンメニス）、百弾（ヘカトンモリュブダイナ）
100本の腕を持つ古の巨人。ジャミールにてムウと対峙するイアペトスに召喚された。100本の腕から繰り出される怪力や技で挑むが銀河革命により倒れる。
プロメテウス
イアペトスとテミスの子。黒翼を持つ。イアペトスをして、人間に火を与えたためゼウスによりコーカサスの山上の岩に縛られ、そこに棲む鷹に体を永久に食われるという罰を受けているという。しかし、実際にはポントスの側に居てティターンと聖闘士の戦いを見届ける。
エウリュピア
ポントスの娘である水神。クレイオスの妻。ポントスの本性を知っており、父がティターンを復活させたのは何か他に目的があることを夫に告げ、シュラとの戦いに臨むクレイオスに自らが住む海の底へ来るよう懇願するも、クレイオスはこれを拒絶し戦いに赴く。
アポフィス
長谷川美子が発見した遺跡に出現したエジプト神話の太古の神。闇と混沌を支配するが弱点は太陽の光であるためアイオロスの黄金の矢に倒れる。体内にヒュペリオンが封じられていた。

#### ティターン神族
かつて大神ゼウスにより封印された神々。大地母神ガイアより授かった漆黒の神具「楚真（ソーマ）」を身に纏う。大神クロノスの復活と、クロノスの楚真「メガスドレパノン」の奪還、そして神々ノ戦（ティタノマキア）を再現しそれに勝利することを目指し行動する。男6柱、女6柱で構成されており、1人でも強大な力を持っているが、男神と女神が力を合わせることで絶大な力を発現することができる。雷光以外のダメージを長い時間をかけ、霊血と神力（デュナミス）で回復するため、肉体は基本的には不死。
大神クロノス
技：絶対神託（テレオスオラクル）、渾沌豪雨（カオスヒュエトス）、現象支配（パイノメノンアルケイン）、闇乃鳴動、業刃（プラグマスパティ）、神力大鎌（デュナミスドレパノン）、神力翼（デュナミスプチリュクス）
ティターン神族の王。大鎌の楚真によって生ける生物の未来（命）を刈り取り、森羅万象を支配する力を持つ。森羅万象の中で唯一、ゼウスの生み出した雷の力だけは完全に支配することが出来ない。負の因子を持つアイオリアを利用して蘇りはしたものの、光子破裂で小宇宙を吹き飛ばされ、同時に記憶が欠落した不完全な状態にある。刻ノ迷宮からリトスに従い脱出後、共にアイオリアと再会、希望や信頼を知り喜びの涙を見せるがその瞬間を待っていたポントスの命によりムネモシュネが記憶解除を行い、完全に大神クロノスとして覚醒。自らの楚真を纏い黄金聖闘士の前に立ち塞がる。光速を超越する動きや圧倒的な力でアイオリアを追い込むも、自身が動きを起こす前に至近距離まで飛び込まれ右手に一点集中させていた光子破裂、さらに雷光電撃を続けざまに受け敗北する。アイオリアと共に冥府へ落ちている最中、全てを視ていたハーデスに自らの全神力を与えるのと引き換えにアイオリアを地上へ還した。
レア
技：天地乃蛇（ゲービュートーン）、炎蜥蜴
クロノスの妻。カタールの楚真を纏う。アイオリアの攻撃がクロノスの小宇宙を吹き飛ばそうとする刹那、他のティターンの女神と共に地上へ現れ小宇宙の防御壁を張り王を護り、ピュートーン、ヒュドラを召喚しアイオリアを抹殺せんとする。黄金聖闘士が冥府へ来襲した際には、氷結された刻ノ門を開放し、民を地上へ導くため「サラマンデル」（火の精霊）を召喚する。しかし１６巻においてコイオスが全ての記憶を取り戻した前後に何者かによって生きたまま石像とされ動きを封じられる。また、最終巻のポントスの言葉から、他のティターンと同様に神力を奪われた模様。
漆黒のヒュペリオン
技：漆黒旋風（エボニーボルテクス）、死剣旋風（グアサングボルテクス）、太陽旋風（ヘリオスボルテクス）、太陽紅炎（ヘリオスプロミネンス）、紅炎大剣（プロミネンスブレイド）、無限紅炎（ウロボロスプロミネンス）
最初に蘇ったティターンの一柱。大剣の楚真を纏う。ティアの夫。ウラノスの兄弟であるポントスの助力には感謝しつつも、彼の真意に疑念も感じている。聖域へ侵攻した際アイオリアの捨て身の一撃で楚真の一部を破壊され撤退するも、獅子座の聖衣を修復が必要なまでに損傷させた。基本的に冷静な物腰だが、親友のコイオスの危機に際しては感情を露わにした。2度目の対峙では仮面をつけて現れる。
コイオスの最後の小宇宙を感じ取った時、ティターンに記憶の剥奪があったことを知りムネモシュネに迫り記憶の一部を返却させた。その時現れたポントスの幻影からかつての己を知らされ計画に乗るよう命じられるがそれを拒否、神を信じる民や想いを分かつ同胞・守るべき未来のために戦うことを宣言し、アイオリアの元に現れる。冥府よりもさらに黒い漆黒の太陽を守護惑星とする。触れるもの全てを消滅させる超高温度の風・太陽旋風や蛇の形をした紅蓮の炎・太陽紅炎で大地を溶かし溶岩とする。その炎はカミュの凍気を以ってしても完全に凍らせることは出来ないほど。また、大剣での斬撃はアイオリアの雷光を二つに両断するほどであり、クレイオスの太刀筋とは違い重く硬い。守護惑星・漆黒の太陽を破壊し、その紅炎を背にした状態が全力を出す姿勢である。光速の動きを持ち、紅炎の光の刺激で敵の網膜に残像を映し出すことも出来る。コイオスを破った光子破裂を、無限の炎と永遠の再生能力を持つ自身最強の技・無限紅炎で打ち合いアイオリアの右腕を破壊した。しかし、コイオスから託された「究極の力」を防御壁にし光子破裂の光子を左腕に集約した一撃を胸に受け致命傷を受ける。傷を治すため深手を負った胸部に無限再生能力を持つウロボロスを当てるも、アイオリアの右腕がウロボロスを捉えそれにより快復した右腕から放たれる雷光電撃を受け敗れる。その際、自身の霊血から出でたポントスの幻影が自らの肉体を操り奪おうとするも、意識が戻り自らが死ぬことによって霊血に混じるポントスの神力を取り除き、アイオリアと最後の打ち合いをするも雷光電撃を受け、クロノスとティターンの民の未来を護ることをアイオリアに託し散った。
ヒュペリオンが司っていたのは太陽であり彼は太陽神であったが、神々ノ戦後、その地位は剥奪されヒュペリオンはエジプトの地の底で眠る神・アポフィスの中に封じられた。ポントスが復活した際、アポフィスは霊血を欲しポントスの元へ誘われたが、アイオロスが放つ黄金の矢により射抜かれ、消滅しかけたところをポントスが自らの神力と霊血により10年ほどの歳月を経て再生させ「漆黒のヒュペリオン」として復活した。そのため他のティターンより色濃くポントスの霊血が流れている。
次元のイアペトス
技：空間切断（コーラーテムネイン）、百手招喚（ヘカトンケイルカレイン）、闇乃惑星（メラス プラネーテス）、六星乃刃（ヘクス アステル クシボス）、混沌乃輪（カオス キュクロス）、混沌乃刃（カオス ブレイド）、混沌衝撃（カオス プロスボレー）
2番目に蘇ったティターンの一柱。剪刀（鋏型）？の楚真を纏う。テミスの夫で空間を操る神。口調は子供のようだが冷酷な性格である。かつて息子のプロメテウスが人類に火と文明を与えたことで神罰を受けたため、その恩義を忘れた人類を憎悪し、プロメテウスに救いを与えることを望んでいる。ジャミールでムウと交戦したが独断での出撃であったためクロノスの怒りに触れ撤退。後にアイオリアを刻ノ迷宮に誘うためリトスの誘拐を提案し実行した。
自らの「究極の力」で創り出した「暗黒乃地」でリトスを救出するため冥府へ赴いたアイオリアと交戦する。アイオリアを圧倒するも、シャカが救援に駆けつけたことで徐々に形勢が覆され、自身が守る命すらなく信仰の対象にすら成り得ていないことを悟り絶望しかけたところをテミスの意を汲み殺害、その小宇宙を吸収して全てを奪い破壊するだけの神・「魔神」（ディアボロス）となりアイオリアとシャカを窮地に追い込むが、シャカの援護を受けたアイオリアの極限まで高めた雷光の牙を受けて冥府へと堕ちる。
黒雷（こくらい）のコイオス
技：漆黒光源（エボニーイルミネイション）、漆黒疾風（エボニーゲイル）、閃光刺突（スパークルレイピア）、漆黒刺突（エボニーレイピア）、黒雷放電（エボニープラズマ）黒雷突貫
3番目に蘇ったティターンの一柱。刺突剣（レイピア）の楚真を纏う。ポイベの夫でヒュペリオンの親友。強い者は強いと認め他の神のように見下した態度はとらないが、その分手を抜くこともない。穏やかで紳士的だが、その瞳には破壊的な小宇宙が宿る。涅槃堂で小宇宙を高めているシャカの抹殺のために出撃し、アイオリアと対決。両腕に攻防一体の刺突剣を宿し、ヒュペリオン戦では最後まで折れなかったアイオリアの心を折りかけたほどの実力を見せるが、光子破裂によって撤退に追い込まれる。
コイオスとは「koias」・天球を意味する。天球の回転を司る神である。イアペトスを倒し冥府を進むアイオリアを恐るべき速さで苦しめ、光子破裂を自らの守護する雷星を高速に自転させることにより発する引力により光子を支配、雷星に吸い寄せ無効化する。また兄であり師であるアイオロスが失われたことでアイオリアの闘士としての力が不完全であることを言及した。しかし、セブンセンシズに到達したアイオリアが雷星に吸い寄せられた光子を再び支配、それを集約した雷光電撃を受け敗れる。冥府へ堕ちる間際、アイオリアに自らの「雷」（ケラウノス）を託す。
コイオスとは「koeos」・悟る者も意味する。コイオスがその存在を抹消され封じられていたのは、全てのことを悟ってしまう能力を持つためである。それは自分より上位の神の考えすらも例外ではない。そのためにムネモシュネに記憶を奪われ改変させられていた。涅槃堂にて完全な復活を遂げていない身体にアイオリアの光子破裂を受けた後、その身体は霊血や楚真を以ってしても再生することは出来ず、人間と同じ限りある命を持つ存在となってしまったが、それは失われた記憶を取り戻すきっかけともなった。限りある命が如何に尊く、素晴らしいものか実感した時（同時に死が身近になるに連れ）、コイオスは記憶を徐々にかつ、鮮明に取り戻していった。コイオスは神々ノ戦の最中、ティターンが勝利する力「雷」の存在を悟った。それは神々を滅ぼす力でもあるが、ティターンや民を光ある世界へ導くためにそれを生み出した。しかし、その力に恐怖したコイオスは自らの記憶の中だけに封じ込めたが、記憶の「雷」はムネモシュネに盗まれゼウスの手に渡っていた。
テミス
技：審判乃刃（ブラベウスブレイド）、審判乃天秤（ブラベウスタラントロン）
善悪を量る天秤と断罪の剣を司り、全ての生命に対して審判を下す女神。槍の楚真を纏う。イアペトスの妻。アイオリアの攻撃がクロノスの小宇宙を吹き飛ばそうとする刹那、他のティターンの女神と共に地上へ現れ小宇宙の防御壁を張り王を護り、クロノスに刃向ったアイオリアへ攻撃を仕掛け窮地に追い込んだ。罪人と見なした者に容赦はないが、誘拐されたリトスを気遣う一面も見せている。「暗黒乃地」でアイオリアと戦っているイアペトスに自らを殺させ、その命と小宇宙を捧げる。
テテュス
刻ノ迷宮と共に蘇ったティターンの女神。大槌の楚真を纏う。オケアノスの妻。アイオリアの攻撃がクロノスの小宇宙を吹き飛ばそうとする刹那、他のティターンの女神と共に地上へ現れ小宇宙の防御壁を張り王を護る。15巻および最終巻のポントスの言葉から、レアと同じく生きたまま石像とされ神力を奪われた模様。
神々ノ戦では、夫・オケアノスと共に戦闘には加担せず娘・ステュクスをオリンポス側へ寝返らせた。
ティア
刻ノ迷宮と共に蘇ったティターンの女神。クロスボウの楚真を纏う。ヒュペリオンの妻。アイオリアの攻撃がクロノスの小宇宙を吹き飛ばそうとする刹那、他のティターンの女神と共に地上へ現れ小宇宙の防御壁を張り王を護る。15巻および最終巻のポントスの言葉から、レアと同じく生きたまま石像とされ神力を奪われた模様。
星漢（せいかん）のクレイオス
技：星断円斬（アステルコレイア）、星断光輪（アステルキュクロス）、星断剣（アステル ブレイド）、星護盾（アステルシールド）、盾打（シールドバッシュ）、神鋼刃（オリハルコン ブレイド）、蒼神剣（そうしんけん）
シャムシール（もしくはショーテル）の楚真を纏う。エウリュピアの夫。相手の肉体だけでなく小宇宙まで断ち、さらにはそれを取り込む神剣・星断剣を持つ。シュラと交戦し追い詰めるが全身全霊をかけた聖剣によって剣を折られ、黄金聖闘士を認める発言をして去る。激怒すると目の色が変わる。
冥府にて、自らが創り出したオリハルコンで出来た無数の岩の剣が隆起する荒涼とした世界で再びシュラと対峙。左手に宿る星断剣・神鋼刃での斬撃や、右手に宿る星断剣以上の力・守護する惑星に住む全生命の小宇宙で創られた盾・星護盾による防御ごと砕く盾打、さらには盾打からの秘剣の連続技でシュラを圧倒する。その蒼神剣を受けても猶も起つシュラと壮絶な激闘を繰り広げるが、多くの想いを乗せたシュラの二刀聖剣により堕ちる。最期は、何者かが自身の力を吸収してゆくことに気付き、シュラに自らの残存する全霊血を渡した。
ポイベ
刻ノ迷宮と共に蘇ったティターンの女神。コイオスの妻。アイオリアの攻撃がクロノスの小宇宙を吹き飛ばそうとする刹那、他のティターンの女神と共に地上へ現れ小宇宙の防御壁を張り王を護る。15巻および最終巻のポントスの言葉から、レアと同じく生きたまま石像とされ神力を奪われた模様。
清流のオケアノス
声 - 岡野浩介
技：大海氾濫（タラッサデリージュ）、清流之刃（ストリュウムエッジ）、海流衝撃（カレントインパクト）、輝光水流（アウゲー・ヒュドール）
海流による万物の流転を司る神。短剣の楚真を纏う。テテュスの夫。沈着冷静な性格。虚空から海流を生み出したり自然界に存在する水分（人間の血液をも）の流れを操作する業に長ける。カミュと対決し、渾身の極光処刑を受けてなお余裕を見せるも、その力を認めて一時撤退する。15巻および最終巻のポントスの言葉から、レアと同じく生きたまま石像とされ神力を奪われた模様。
神々ノ戦では、テテュスと共に戦には加担せず娘・ステュクスをオリンポス側へ寝返らせた。
ムネモシュネ
技：記憶解除
刻ノ迷宮と共に蘇ったティターンの女神。記憶を司る。斧の楚真を纏う。ポントスとアイオリアの戦いをティターンで唯一感じ取ったり、幽閉されているリトスを気遣うそぶりを見せたりと、ティターンの中ではやや異質な存在。アイオリアの攻撃がクロノスの小宇宙を吹き飛ばそうとする刹那、他のティターンの女神と共に地上へ現れ小宇宙の防御壁を張り王を護る等、表面上はクロノスを王とし他のティターンと同様の動きをしているが、裏ではポントスに仕えており、他のティターンの記憶を奪ったり改変したりなど暗躍する。
ゼウスを愛しており神々ノ戦ではティターンを裏切りゼウスに加担し、コイオスの記憶から「雷」を盗みゼウスに渡していた。

### ギガス九兵神
ティターン神族によって蘇った巨人族（ギガス）の神々。クロノスを王として仕え、メガスドレパノンの奪還を目指し聖域を襲撃する。『聖闘士星矢 ギガントマキア』のギガス同様、ギリシア神話のギガスを由来としているが、設定は異なる。ただし両作品とも色や鉱物を由来にしている。
紅（ポインクス）の熔岩（リュアクス）
群青の炎と共に聖域に侵攻した。神である自分達を畏怖される存在とし人間を小さく弱い存在と侮っていたが、人間であるアイオリアに敗れる。
群青（キュアノス）の炎（プロクス）
技：溶融造岩（ようゆうぞうがん）、焔爪鞭（えんそうべん）
地下のマグマを呼び起こし、高熱の炎の海を作り出す能力を持つ。共に聖域を侵攻した紅の熔岩がアイオリアに敗れたことから、神を殺す人間を邪悪と見なすが、自ら邪悪と名乗るデスマスクの積尺気冥界波で冥府へ送られる。
白（レウコテース）の風（アネモス）、黒（メラース）の雷（ブロンテー）
コイオスを退けた瀕死のアイオリアに攻撃を仕掛けようとするが、涅槃堂から出てきたシャカの天魔降伏に敗れる。
灰色（パイオス）の刃（スパテー）
技：八陣爪（はちじんそう）
刃の力を持つ。シュラの聖剣に敗れるも、自らを囮としてシュラにクレイオスの一撃を浴びせることに成功する。
紅玉（アントラクマ）の鉄（ジギーロス）
技：光槌破砕（こうついはさい）、光腕破砕（こうわんはさい）
震動で全てを砕く槌を持つ。アフロディーテと交戦するが、傷をつけたことにより彼の逆鱗に触れ紅血薔薇によって心臓を射抜かれ敗れる。
クロノスの守護惑星
神話よりクロノスに仕える三連星の守護惑星でありギガス九兵神の選ばれし三巨兵。
翡翠ノ鎧（ネフリティスのホプリスマ）
技：共鳴振動波（きょうめいしんどうは）、神力斧（デュナミス ペレキュス）
鎧を模した鉄壁の装甲を持つ巨兵。主であるクロノスを守護するため出現する。崩壊を始めた大地にて短期決戦を目指すアルデバラン＆シュラと交戦する。シュラが小宇宙を高める時を稼ぐために立ちはだかるアルデバランに強力な攻撃を喰らわしていたが、彼の威風激穿を浴びた体にシュラの小宇宙を高めた聖剣を受け粉々になる。
琥珀ノ獣（エーレクトロンのテール）
技：神力牙（デュナミス オデュース）
獣の姿を模した巨兵。主であるクロノスを守護するため出現する。崩壊を始めた大地にてシャカと対決する。疲弊したアイオリアにほとんどの小宇宙を分け与えたシャカに炎球や神力牙を放ち優勢に立つも、開眼したシャカに神力牙を押し返され天魔降伏で止めを刺された。邪悪であるがシャカの力を認め、全力を出したのでシャカもその姿勢に敬意を表し全力を以て倒すという形で答えた。
真珠ノ竜（マルガリーテースのドラコーン）
技：息吹（ブレス）、尻尾撃（テイルアタック）、神力息吹（デュナミス プネウマ）
竜の姿を模した巨兵。主であるクロノスを守護するため出現する。崩壊を始めた大地にて短期決戦を目指すミロ＆カミュと交戦する。高位の魔法使い（ソーサラー）でもあり自身の体に敵の物理攻撃を完全に無効化出来る「呪文」（スペル）を結界として巡らせている。

### 一般人
リトス・クリサリス
声 - 斎藤千和
アイオリアの従者。病死した彫刻家の父（声：三浦潤也）の魂が娘を守るために石像に宿り、生きた石像（リビィングスタチュー）となり暴走。アイオリアによって父親の魂を解放されたが、身寄りが無くなりそのまま獅子宮に仕える身となる。少女だが一人称に「ボク」を名乗るため、入浴時までアイオリアは男の子と思い込んでいた。
登場当初は少年のような風貌だったが、回を重ねるごとに女性的なものへと変わっている。
ガラリアン・シュタイナー / ガラン
声 - 遊佐浩二
アイオリアの従者。元は聖闘士候補だったが、母親が病に臥せ、すべての病を癒す霊血を盗んだ罪により投獄、聖闘士になれなかった。最後の願いとして親友アイオロスと戦い、その際に右腕と右目を失う。
原子炉溶融犯
人を殺しすぎたため山羊座の黄金聖闘士になり損ねた男。アメリカ・スリーマイル島で原子炉を溶融させようとし対応に聖闘士が派遣されることを事前に予測して、返り討ちにする事で己の強さを誇示しようとした。アメリカ政府が派遣した交渉人のジョン・ブラックを殺害したが、アイオリアに名も名乗らせず倒された。
ジョン・ブラック
原子炉溶融犯との交渉のためアメリカ政府がスリーマイル島にアイオリアとは別に呼んだプロの交渉人。アイオリアを犯人の攻撃からかばって死亡した。兄のアイオロスを聖域に抹殺されたことで自暴自棄になり、他者を守ることに価値を見出だせなかったアイオリアに、人の命を守るということに疑問を挟む余地は無く、また命を懸ける価値がある、ということを自身の行動を以て教え、アイオリアの内面の弱さを打ち砕いてくれた恩人。
長谷川 美子（はせがわ みこ）
エジプトで遺跡発掘を志す女性。エジプト・ヌビア地方のアスワンで発見した遺跡を調査するため、リウス（射手座のアイオロスの偽名）というガイドを連れて行く。だが彼女が発見した遺跡にはギリシアの神・ポントスが封印されていた。空手（通信教育）は黒帯。アイオロス・アイオリアが言うには英語はあまり上手くないらしい。聖域からエジプトの怪現象の調査を依頼され、道案内兼護衛を務めるリザドのミスティと共にエジプトへ赴く。その際、敵と戦った後に水浴びをしたミスティの様を意味ありげな微笑を浮かべつつ眺めていた。

### その他
ティターン神によって召喚もしくは蘇った怪物や人間たち。ティターン神が望まなくても彼らの小宇宙が強大なため、その復活に際し冥府から呼び戻される。
エウリュアレ
ゴルゴン三姉妹の1人。ノエシスを石化するが、後にノエシスの弟子レツに倒された。
ミノス王
クレタ島のクノッソス宮殿に蘇り、かつての神話のように生贄を要求し14人の少年少女をさらった。アイオリアに倒される。
ミノタウロス
ミノス王の息子。ミノス王が再び冥府へ送られる際、ミノス王の小宇宙を「イラクリオン博物館」に展示されていた牡牛の仮面が吸収、半人半牛の怪物となる。アイオリアに倒される。
ヘクトル
トロイア国総大将プリアモスの子でありギリシア神話の英雄。軍神アレスのつくトロイア軍随一の戦士でありながら、戦神アテナに護られるギリシア軍の英雄アキレウスに倒され勝者としての名を残せなかったことを納得できずにいた。ポントスの手により現世に復活、ミロと戦う。
太陽神軍
技・太陽剣（たいようけん）
太陽神に仕える兵隊たち。霊血により蘇った。アイオロスと戦うが無限破砕により敗れる。

## 用語解説
楚真（ソーマ）
ウラノスと戦うため、大地母神ガイアがティターン神族に与えた漆黒の神具。未装着状態では武器の形をとり、あくまで素手で戦う前提の「防具」である聖衣とは存在意義が異なっている。その強度は黄金聖衣以上。
メガスドレパノン（大鎌）
神王クロノスの神殺しの神具である楚真。アテナによって聖域のアテナ神殿の台座に封印され、加えてゼウスの雷光封印による二重の封印が施されている。
神々ノ戦（ティタノマキア）
かつてのゼウスらオリュンポス神族とティターン神族の戦いのこと。この戦いでオリュンポス神族は勝利し、ティターン神族は陽の差さぬ異界へと追放された。
また、ゼウスは父クロノスを討ち取り、クロノスの肉体と神具メガスドレパノンを聖域に封印、ティターン十一神も己の楚真に肉体と小宇宙を封印された。
霊血（イーコール）
神の血。この青い血は傷や病、小宇宙を治癒・回復することができる。
刻ノ迷宮（クロノスラビュリントス）
ティターン神族の居城。ティターン十一神の小宇宙で支えられており、王の間を中心にティターン十一柱の宮がそこを取り巻く。
神ノ紋章（テオスソーマ）
刻ノ迷宮の上空に浮かぶティターン神族の小宇宙によって生まれた紋章。この紋章が現れたとき、ティターン神族は古の力を使用できる。
究極力（エスカトス デュナミス）
闇乃紋章（テオスセーマ）が輝くときティターン神族が使用できる宇宙を無限に膨張させることの出来る力。ティターン神族は神話の刻より封じられてきた。

## 書誌情報・関連作品
- 原案：車田正美、漫画：岡田芽武『聖闘士星矢EPISODE.G』 秋田書店〈チャンピオンREDコミックス〉、全21巻（0巻含む）
  1. 2003年6月19日発売、ISBN 4-253-23111-X
    - 初回限定特装版、ISBN 4-253-18150-3 - 特典内容：描き下ろしポストカード（6枚付き）

  2. 2003年10月23日発売、ISBN 4-253-23112-8
    - 初回限定特装版、ISBN 4-253-18153-8 - 描き下ろしポストカード（6枚付き）

  3. 2004年2月19日発売、ISBN 4-253-23113-6
    - 初回限定特装版、ISBN 4-253-18154-6 - ポストカードアルバム、描き下ろしポストカード（2枚付き）

  4. 2004年7月29日発売、ISBN 4-253-23114-4
    - 初回限定特装版、ISBN 4-253-18159-7 - メタルカードホルダー、ギャラクシーバッジ（4個）、超美麗ポストカード

  5. 2004年11月25日発売、ISBN 4-253-23115-2
    - 初回限定特装版、ISBN 4-253-18160-0 - メタルジョイントキーホルダー、コイン（3枚）

  6. 2005年4月20日発売、ISBN 4-253-23116-0
    - 初回限定特装版、ISBN 4-253-18163-5 - ギャラクシーシステム手帳

  7. 2005年7月20日発売、ISBN 4-253-23117-9
    - 初回限定特装版、ISBN 4-253-18164-3 - オールカラー描き下ろしタロットカード（24枚）

  8. 2005年12月20日発売、ISBN 4-253-23118-7
    - 初回限定特装版、ISBN 4-253-18165-1 - オリジナル小宇宙Tシャツ（サイズフリー、ブラック）

  9. 2006年5月18日発売、ISBN 4-253-23119-5
    - 初回限定特装版、ISBN 4-253-18166-X - 大銀河ポストカードバインダー、描き下ろしポストカード（2枚）

  10. 2006年8月18日発売、ISBN 4-253-23120-9
    - 初回限定特装版、ISBN 4-253-18167-8 - ライトニング・メタルストラップ（2個）

  11. 2007年2月20日発売、ISBN 978-4-253-23125-1
    - 初回限定特装版、ISBN 978-4-253-18168-6 - ドラマCD『流転ヲ生ム者』

  12. 2007年8月21日発売、ISBN 978-4-253-23126-8
    - 初回限定特装版、ISBN 978-4-253-18169-3 - ギャラクシアン・ジグソーパズル（300ピース）

  13. 2007年12月20日発売、ISBN 978-4-253-23127-5
    - 初回限定特装版、ISBN 978-4-253-18170-9 - ゾディアックカレンダー

  14. 2008年5月20日発売、ISBN 978-4-253-23128-2
    - 初回限定特装版、ISBN 978-4-253-18171-6 - シャイニング・コスモポストカード（6枚）、ポストカードケース

  15. 2008年8月20日発売、ISBN 978-4-253-23129-9
    - 初回限定特装版、ISBN 978-4-253-18172-3 - ユニバースポストカード（2枚）、14巻のポストカードと合せると一枚絵が完成する

  16. 2009年1月20日発売、ISBN 978-4-253-23130-5
    - 初回限定特装版、ISBN 978-4-253-18174-7 - コズミックパスケース（描き下ろし美麗カード付き）

  17. 2009年6月19日発売、ISBN 978-4-253-23134-3
    - 初回限定特装版、ISBN 978-4-253-18175-4 - ディスティニーキーチェーン

  18. 2011年8月19日発売、ISBN 978-4-253-23135-0
  19. 2011年12月20日発売、ISBN 978-4-253-23136-7
  20. 2013年8月8日発売、ISBN 978-4-253-23140-4
- 『EPISODE.G 0』  秋田書店〈チャンピオンREDコミックス〉
  - 2008年5月20日発売、ISBN 978-4-253-23110-7 - 番外編に加え、本編解説記事「銀河百科事典」を収録

 関連作品 
- 光截ツ者 2007年2月19日発行チャンピオンRED4月号付録ドラマCD
- 17.5巻 2011年2月19日発行チャンピオンRED4月号別冊付録